# Guerilla Records
Guerilla Records je hudební vydavatelství sídlící v Lounech a vydávající undergroundovou a alternativní hudbu. Zakladatelem a provozovatelem vydavatelství je Vladimír „Lábus" Drápal. Založeno bylo v roce 2001.

## Vydávaná hudba
Vydavatelství vydává především undergroundovou hudbu, a to jak staré archivní nahrávky známějších undergroundových kapel (Bílé světlo, The Plastic People of the Universe, DG 307, Žabí hlen), tak novinky těchto legend (Umělá hmota, Dáša Vokatá) a současný underground (BBP, Hally Belly, Josef Klíč, Nevýpar kovatjezd).
Další oblastí zájmu jsou různé alternativní a nezvyklé hudební směry a skupiny (New Kids Underground, Houpací koně, Bez peří, Skrytý půvab byrokracie, Do Shaska!, Vladimír Franz, Cermaque atd.).